# Rollergirl
Николь Заффт (нем. Nicole Safft), более известная под псевдонимом Rollergirl — немецкая поп-певица, выступавшая в конце 1990-х и начале 2000-х годов.

## Биография
Её музыкальная карьера началась благодаря встрече с диджеем и продюсером Алексом Кристенсеном на Мальорке. Николь увлекалась катанием на роликовых коньках и взяла себе псевдоним Rollergirl (заимствованный у одной из героинь фильма «Ночи в стиле буги»). Роликовые коньки стали частью имиджа Rollergirl и присутствуют в большинстве её видеоклипов, лишь в последнем клипе «Geisha Dreams» она отказалась от них. Также она выступала под сценическим именем Никки Джус (Nicci Juice), основанном на игре слов: английское слово Juice, как и немецкое Saft (неправильный вариант написания её фамилии), означает «сок».
В 2002—2003 годах в связи с выходом замуж за Кристенсена и рождением сына Rollergirl прекратила карьеру и полностью ушла из шоу-бизнеса. По состоянию на 2020 год она работала агентом по недвижимости.

## Дискография

### Альбомы
- Now I’m Singin'… And the Party Keeps on Rollin'  (2000)

### Синглы
- Dear Jessie (1999) — кавер-версия песни Мадонны
- Luv U More (1999) — кавер-версия песни Sunscreem
- Eternal Flame (2000) — кавер-версия песни The Bangles
- Superstar (2000)
- You Make Me Feel Like Dancing (2000, только в Скандинавии)
- Close to You (2001)
- Geisha Dreams (2002)